# Hinesburg
Hinesburg es un pueblo ubicado en el condado de Chittenden en el estado estadounidense de Vermont. En el año 2010 tenía una población de 4.396 habitantes y una densidad poblacional de 42,31 personas por km².

## Geografía
Hinesburg se encuentra ubicado en las coordenadas 44°19′56″N 73°5′33″O / 44.33222, -73.09250.

## Demografía
Según la Oficina del Censo en 2000 los ingresos medios por hogar en la localidad eran de $49,788 y los ingresos medios por familia eran $54,836. Los hombres tenían unos ingresos medios de $40,000 frente a los $24,107 para las mujeres. La renta per cápita para la localidad era de $22,230. Alrededor del 3.5% de la población estaban por debajo del umbral de pobreza.